# Cancer mytilorum
Cancer mytilorum is een krabbensoort uit de familie van de Cancridae.